# Sumio Iijima

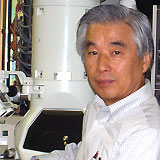
Sumio Iijima

Sumio Iijima (japanisch 飯島 澄男 Iijima Sumio; * 2. Mai 1939 in Koshigaya) ist ein japanischer Physiker, bekannt für die Entdeckung der Kohlenstoffnanoröhre im Jahre 1991.
Iijima schloss 1963 die Universität für Elektro-Kommunikationstechnik in Chōfu, Präfektur Tokio mit einem Bachelor ab. Er promovierte auf dem Gebiet der Festkörperphysik im Jahre 1968 an der Universität Tōhoku in Sendai.
In den Jahren von 1970 bis 1982 befasste er sich an der Arizona State University mit kristallinen Materialien und hochauflösender Elektronenmikroskopie. Zwischendurch besuchte er 1979 die Universität Cambridge, um Untersuchungen zu kohlenstoffbasierten Materialien durchzuführen. Er arbeitete von 1982 bis 1987 in Japan für die Research Development Corporation, wo er sich mit Nanopartikeln beschäftigte. Danach trat er als Senior Research Fellow in den Dienst der Firma NEC, wo er noch heute beschäftigt ist. Außerdem hält er seit dem Jahre 1999 einen Lehrstuhl an der Meijō-Universität in Nagoya. Von 2001 bis 2015 war er Präsident des Forschungszentrums für neue kohlenstoffbasierte Materialien des National Institute of Advanced Industrial Science and Technology (AIST). Seit 2015 ist er dort Honorary AIST Fellow. Seit 2007 ist er außerdem Distinguished Invited University Professor an der Nagoya University.
Iijima entdeckte im Jahre 1991 bei Arbeiten für NEC durch einen Zufall die Kohlenstoffnanoröhren. Ihm wurde die Benjamin-Franklin-Medaille für Physik 2002 verliehen, „für die Entdeckung und die Aufklärung der atomaren Struktur und des helikalen Charakters der mehr- und einwandigen Kohlenstoffnanoröhren, welche eine enorme Auswirkung auf die schnell wachsenden Bereiche Materialwissenschaft, Nanowissenschaft und Elektronik haben.“
Sumio Iijima, 2003 als Person mit besonderen kulturellen Verdiensten geehrt, wurde „für seine Entdeckung der Kohlenstoffnanoröhrchen, insbesondere der einwandigen Kohlenstoffnanoröhrchen und die Erforschung ihrer Eigenschaften“ der mit einer Million Schweizer Franken dotierte Balzan-Preis 2007 verliehen. Ebenfalls 2007 erhielt er den Gregori-Aminoff-Preis, 2008 den Kavli-Preis und (zusammen mit Shuji Nakamura, Robert Langer, George M. Whitesides und Tobin Marks) den Prinz-von-Asturien-Preis für Naturwissenschaften. 2009 erhielt er den Japanischen Kulturorden ("bunka kunshō"), 2015 wurde ihm (zusammen mit Akira Koshio und Masako Yudasaka) der European Inventor Award des Europäischen Patentamts in der Kategorie nicht-europäische Länder verliehen. 2025 wurde er mit dem Internationalen König-Faisal-Preis ausgezeichnet.
2000 wurde er Fellow der American Physical Society, 2007 der National Academy of Sciences. Er ist auswärtiges Mitglied der Norwegischen Akademie der Wissenschaften.